# 英厄马尔·埃兰德松
英厄马尔·埃兰德松（瑞典語：Ingemar Erlandsson，1957年11月16日—2022年8月9日），瑞典男子足球运动员，司职后卫，曾效力于马尔默足球俱乐部。他曾代表瑞典国家队参加1978年国际足联世界杯，结果队伍止步小组赛阶段。